# Phytomyza clematadi
Phytomyza clematadi är en tvåvingeart som beskrevs av Watt 1923. Phytomyza clematadi ingår i släktet Phytomyza och familjen minerarflugor. Inga underarter finns listade i Catalogue of Life.